# 郭晉安
郭晉安（英語：Kwok Chun On，1964年10月9日—），香港男演員、節目主持兼歌手，現為無綫電視部頭藝員及上市公司草姬集團非執行董事，憑《戇夫成龍》「阿旺」一角為人所熟悉。他曾憑電視劇《戇夫成龍》、《阿旺新傳》及《忠奸人》三度獲封為「香港視帝」，是繼羅嘉良和黎耀祥後第三位多次獲得該殊榮的男演員。其前妻為息影女藝人歐倩怡，二人育有一子一女。2024年5月2日，兩人於社交平台宣佈已分居兩年並離婚。另外，他是香港藝人之家的成員。

## 背景
郭晉安籍貫廣東中山，早年分別於香港離島長洲和銅鑼灣生活，在香港島讀書。父親是船廠油漆工人，母親是家庭主婦。
他曾於李陞大坑學校讀書，曾跟父親學過船廠髹油，中學畢業後又跟在家中排行第六的兄長畫行貨油畫，之後在印刷廠做過兩三年字體設計的工作。

## 演藝發展

### 1985年-1996年：入行初期及晉升一線
1985年，當時任職文員的郭晉安因工作關係被填詞人盧國沾看中簽約無綫電視。1986年，郭晋安主演的首部電視劇《城市故事》。1988年，他在韋家輝擔任編審的劇集《誓不低頭》飾演主角謝文武（鄭少秋飾）的乖兒子「謝平安」。由於《誓不低頭》是當年最受歡迎的電視劇，郭晉安的形象倍受肯定，被安排在多齣電視劇集擔任第一男主角，更有觀眾認為郭晉安貌似張國榮而認為他是「張國榮接班人」。1991年，受力捧的郭晉安更為《翡翠之星》拍攝形象宣傳片，因為熱愛網球和泰拳而奠定健康形象。郭晉安於1995年曾加盟力圖唱片公司，並以「樂壇新異安」的稱號推出過首張大碟「一分一刻一點也願試」，但是反應一般，此事過後也令他打消在樂壇發展的念頭，現在偶爾會為其主演電視劇集唱主題曲。
1994年，郭晉安主演劇集《生死訟》，雖然郭晉安認為劇本非常有深度和內涵，是他直至當時遇過最棒的劇本，但因題材有關內地冤獄及司法不公，劇情過於悲苦而成為無綫當年最低收視黃金時段播出劇集，使其深受打擊。同年年底，他在劇集《笑看風雲》飾演反派「潘朗清」，受到觀眾好評。其時郭晉安對前途感到迷茫，故決定離開無綫，無綫多番派人挽留未果，郭晉安於1996年起離開無綫兩年，期間在內地及台灣拍戲。

### 1998年-2013年：重返無綫及奪得視帝
1998年，郭晉安重返無綫電視。無綫此時鬧小生荒，郭晉安很快重新在《創世紀》系列擔任男主角。
2002年，郭晉安在劇集《戇夫成龍》首度飾演智障人士「丁常旺（阿旺）」。此劇為目前無綫電視自1991年有紀錄以來平均收視最高的一部電視劇（平均收視達到37點，最高達到46點）。他與宣萱的搞笑演出為不少觀眾難忘，並於年尾大熱奪得《萬千星輝賀台慶2003》「本年度我最喜愛的男主角」及「本年度我最喜愛的電視角色」、《Astro華麗台電視劇大獎2004》「我的至愛男主角」及「我的至愛角色」、《演藝動力大獎》「最突出電視男藝員」以及《星和無綫電視大獎2010》「我最難忘TVB電視男角色」，亦與拍擋宣萱共同奪得《萬千星輝賀台慶2003》的「本年度我最喜愛的拍檔」及《Astro華麗台電視劇大獎2004》的「我的至愛拍檔」。翌年在劇集《美麗在望》中飾演的「過少哲」也有不俗成績。2004年，他在劇集《隔世追兇》飾演警探「何天光（Morning Sir）」亦有不俗演出，獲得收視佳績，二度獲得《萬千星輝賀台慶2004》的「本年度我最喜愛的電視角色」以及《Astro華麗台電視劇大獎2005》的「我的至愛角色」，並入圍《萬千星輝賀台慶2004》的「本年度我最喜愛的男主角」及《Astro華麗台電視劇大獎2005》的「我的至愛男主角」（最後五強）。
2005年，郭晉安在劇集《同撈同煲》飾演耿直老實、樂於助人的電影演員「鄧偉祥」，奪得《Astro華麗台電視劇大獎2006》的「我的至愛角色」；同年在台慶劇《阿旺新傳》飾演現代版「阿旺」，再度令到觀眾留下深刻印象。該劇成為無綫當年年度收視亞軍。他憑此劇於年尾二度大熱奪得《萬千星輝賀台慶2005》「最佳男主角」、《Astro華麗台電視劇大獎2007》「我的至愛男主角」和「我的至愛角色」、《新城勁爆電視大獎頒獎禮》「新城勁爆男主角」以及《演藝動力大獎》「最突出電視男藝員」。
2008年，郭晉安一改戲路，在劇集《與敵同行》演繹表面正人君子、背後陰險狡詐的「唐立言」；同年在時裝偵探劇《古靈精探》飾演有通靈感應能力的DIE探員「于子朗」。該劇平均收視點高達34點，最高收視達44點。他憑此劇奪得《Astro華麗台電視劇大獎2009》的「我的至愛角色」以及《星和無綫電視大獎2010》的「我最愛TVB電視男角色」，並入圍《萬千星輝頒獎典禮2008》的「最佳男主角」及「我最喜愛的電視男角色」，在兩個界別入圍最後五強。
郭晉安曾主演多部喜劇劇集，當中最突出的包括《東西宮略》、《老表，你好嘢！》系列等。

### 2014年至今：三屆視帝
2014年，郭晉安在時裝懸疑劇《忠奸人》
飾演反派殘疾大律師「高哲行（Matt）」，並先後奪得《TVB 馬來西亞星光薈萃頒獎典禮2014》「最喜愛TVB男主角」以及《萬千星輝頒獎典禮2014》「最佳男主角」，第三度獲封TVB視帝，追平羅嘉良及黎耀祥的紀錄。
2016年，郭晉安在台慶劇《致命復活》挑戰黑化角色，飾演被綁架十年後獲救及實施報復的悲劇人物「韋逸昇」。不少網民認為其在《致命復活》的表現，論演技及角色難度應可第四次奪取視帝。
2018年7月初，郭晉安由經理人合約轉為部頭合約，並將重心放於王祖藍開辦的手工藝創作，《白色強人》是其以經理人合約拍攝的最後一套劇集。回復自由身的他，再次北上發展。2019年，他在時裝醫療劇《白色強人》飾演演首屈一指的神經外科主管醫生兼顧問醫生「楊逸滔（YT）」。
2022年7月，郭晉安在慶祝香港回歸25年的無綫劇集《回歸》飾演「區耀祖（祖哥）」一角，憑多幕感人演出再次被網民推崇四奪視帝，最終十強止步。同年，他在時裝醫療劇《白色強人II》再度飾演演首屈一指的神經外科主管醫生兼顧問醫生「楊逸滔（YT）」。
此外，郭晉安與無綫電視監製黃偉聲識於微時，亦是他的常用演員。

## 家庭生活
郭晉安在其兄弟姊妹中年紀為最小，一共有五兄三姊、父母（已於2005年去世）。他家中排行第八的胞姊為草姬國際有限公司創辦人郭致因。
至於感情婚姻方面，在1999年年底，因為替TVB拍攝旅遊特輯而認識年紀與他相差15年的前任妻子——因主唱卡通片櫻桃小丸子主題曲《問題天天都多》而為人熟悉的歐倩怡，翌年7月公開戀情。2人經歷過7年的愛情長跑，終於在2006年7月22日註冊並在香港迪士尼樂園舉行婚禮。2008年，長子在香港浸信會醫院出生。2011年，歐倩怡再為他誕下一名3.5公斤女兒。
2024年5月2日，郭晉安於社交媒體上宣佈與歐倩怡離婚，結束18年的婚姻。

## 演出作品

### 電視劇（香港電台）
| 首播   | 劇名          | 角色 |
| 1987年 | 獅子山下 - 痴 |      |

### 電視劇（無綫電視）
| 首播   | 劇名             | 角色                  |
| 1986年 | 城市故事         | 梁偉光                |
| 1988年 | 奉旨成親         | -                     |
| 1988年 | 誓不低頭         | 謝平安                |
| 1988年 | 大都會           | -                     |
| 1988年 | 嬴單傳奇         | 嬴 單                 |
| 1989年 | 萬家傳說         | 萬文通                |
| 1989年 | 花月佳期         | 世 昌                 |
| 1989年 | 連城訣           | 狄 雲                 |
| 1989年 | 天變             | 凌雲飛                |
| 1990年 | 富貴超人         | 賀新年                |
| 1990年 | 成功路上         | 劉家偉                |
| 1990年 | 同居三人組       | 田繼安                |
| 1991年 | 日月神劍         | 日童/日神俠           |
| 1992年 | 出位江湖         | 餃 子                 |
| 1992年 | 捉妖奇兵         | 日神俠                |
| 1992年 | 賭霸             | 周子華                |
| 1993年 | 超能幹探Supercop | 陳一賢                |
| 1994年 | 廉政行動1994     | 姚昌華                |
| 1994年 | 生死訟           | 馬 海                 |
| 1994年 | 笑看風雲         | 潘朗清（Raymond）     |
| 1995年 | 新同居關係       | 梁立文                |
| 1996年 | 天降財神         | 楊西就                |
| 1998年 | 離島特警         | 王安順                |
| 1999年 | 金玉滿堂         | 孫勉良                |
| 1999年 | 刑事偵緝檔案IV   | 鄭東成                |
| 1999年 | 衝上人間         | 古德明                |
| 1999年 | 創世紀           | 馬志強                |
| 2000年 | 創世紀II天地有情 | 馬志強                |
| 2001年 | 勇探實錄         | 張國鋒                |
| 2002年 | 情牽百子櫃       | 張二輝                |
| 2002年 | 情事緝私檔案     | 周耀祖                |
| 2002年 | 戇夫成龍         | 丁常旺／李繼宗        |
| 2003年 | 衛斯理           | 楊立群                |
| 2003年 | 美麗在望         | 過少哲                |
| 2004年 | 隔世追兇         | 何天光（Morning Sir） |
| 2005年 | 同撈同煲         | 鄧偉祥                |
| 2005年 | 阿旺新傳         | 丁常旺／鍾子慧        |
| 2006年 | 謎情家族         | 高 峰（Sam）          |
| 2006年 | 東方之珠         | ／羅帶弟              |
| 2008年 | 古靈精探         | 子朗                  |
| 2008年 | 與敵同行         | 唐立言                |
| 2009年 | ID精英           | 方浚杰                |
| 2009年 | 古靈精探B        | 子朗                  |
| 2010年 | 五味人生         | 馬永禎                |
| 2010年 | 刁蠻嬌妻蘇小妹   | 秦少游                |
| 2010年 | 依家有喜         | 齊 彰（Andy）         |
| 2011年 | 團圓             | 翁以進（Eugene）      |
| 2012年 | 東西宮略         | 田辟疆                |
| 2013年 | 老表, 你好嘢!    | 吳嘉儀                |
| 2013年 | 熟男有惑         | 盧 甦（Solo）         |
| 2013年 | 舌劍上的公堂     | 章四維                |
| 2014年 | 忠奸人           | 高哲行（Matt）        |
| 2014年 | 老表，你好hea！  | 林在野                |
| 2016年 | 末代御醫         | 杜 仲                 |
| 2016年 | 致命復活         | 韋逸昇（Vincent）     |
| 2017年 | 老表，畢業喇！   | 杜明治                |
| 2018年 | 再創世紀         | 賀天生（Leo）         |
| 2019年 | 白色強人         | 楊逸滔（YT）          |
| 2021年 | 失憶24小時       | 吳耀中（吳中）        |
| 2022年 | 回歸             | 區耀祖（祖哥）        |
| 2022年 | 白色強人II       | 楊逸滔（YT）          |
| 未播映 | 金式森林         |                       |

### 電視電影（無綫電視）
| 年份   | 劇名     | 角色   |
| 1993年 | 死角     |        |
| 1992年 | 共闖天涯 | 安     |
| 1992年 | 律政皇庭 |        |
| 1992年 | 羣星會   | 真皇帝 |

### 電視劇（其他）
| 年份   | 劇名                 | 角色               |
| 1996年 | 新龍門客棧           | 朱由檢             |
| 1997年 | 千秋英烈傳           | 關無過             |
| 1997年 | 孫子兵法（無敵軍師） | 伍子胥             |
| 1997年 | 京港愛情線           | 李懂明             |
| 1997年 | 原野                 | 焦大星             |
| 1997年 | 深愛著你             | 陳文達             |
| 2000年 | 天地傳說之魚美人     | 張子游             |
| 2000年 | 天地傳說之寶蓮燈     | 劉彥昌／劉墉       |
| 2001年 | 楊門女將之女兒當自強 | 楊四郎／木易       |
| 2002年 | 燒餅皇后             | 秦簡               |
| 2004年 | 傻王闖天下           | 景灝               |
| 2004年 | 天下第一             | "黃字第一號"成是非 |
| 2005年 | 歡樂桑田             | 陳富貴             |
| 2006年 | 夜光神杯             | 鄭豐               |
| 2008年 | 八仙全傳             | 韓湘子             |
| 2012年 | 審死官               | 宋世傑             |
| 2012年 | 歡樂元帥             | 太白金星           |
| 2019年 | 從前有座靈劍山       | 风吟               |
| 2021年 | 飛虎3壯志英雄        | 杜文彬             |
| 2022年 | 勇者無懼             | 林嘉裕             |

### 電影
| 年份   | 片名                   | 角色                             |
| 1985年 | 錯體人                 |                                  |
| 1991年 | 開心鬼上錯身           | 招人達（阿傑）                   |
| 1991年 | 雙鐲                   | 阿光                             |
| 1992年 | 沙丘戰士               |                                  |
| 1993年 | 天若有情II之天長地久   | 招積 (粵語) / 囂張 (普通話/國語) |
| 1994年 | 七金鋼                 |                                  |
| 1994年 | 笑林老祖               |                                  |
| 1994年 | 黃飛鴻之五：龍城殲霸   |                                  |
| 2002年 | 幽靈人間II鬼味人間     |                                  |
| 2005年 | 雀聖                   | 阿旺                             |
| 2006年 | 愛裏沒有懼怕之恐懼森林 | Joe                              |
| 2007年 | 雀聖3自摸三百番        | 萬金游                           |
| 2007年 | 一個任務/藏龍          | 孟飛／飛鷹                       |
| 2008年 | 有隻殭屍暗戀你         |                                  |
| 2019年 | 你咪理，我愛你！       |                                  |
| 2019年 | 沉默的證人             | 阿傑                             |
| 2019年 | 小Q                    | 陈启                             |

### 節目主持/司儀（無綫電視）
- 1987年：一九八七年度香港小姐競選前奏
- 1989年：香港太太競選（嘉賓司儀）
- 2002年：魅力上海
- 2004年：2004年度兒歌金曲頒獎典禮
- 2007年：圓明園
- 2007年：星級廚房 第284-296集
- 2013年：新春自家菜
- 2017年：星級健康新加坡

### 節目嘉賓（無綫電視）
- 1980年代後期-1994年、2000年：歡樂今宵
- 1986年-2005年：K-100
- 1988年：1988 銀河接力大賽
- 1989年：羊城賀歲萬家歡
- 1990年：電視先鋒群星會
- 1990、1991年：生力啤香港競飲大賽
- 1990年：1990年度香港小姐競選準決賽
- 1990年：世界盃嘉年華
- 1991年：公益金輝慈善夜
- 1991年：媽媽真的愛您
- 1991年：I.Q.遊樂場 第五集
- 1994年：港姐鬥戲片場
- 1994年：甲戌年龍舟競渡
- 1994年：江山如此多FUN第二季 第十二集
- 1994年：不可思議星期二第二輯 第一集
- 1994年：富士超能巨星 格鬥爭霸戰
- 1994年：華南水災籌款之夜
- 1994年：歡樂滿東華
- 1995年：為食到飛起 第九集
- 1995年：花弗新世界
- 1995年：運財智叻星 第二十八集
- 1995年：人生交叉點 第二十一集演出、第二十五集嘉賓
- 1995年：Sunday新地帶
- 1995、1999年：勁歌金曲
- 1995年：無限關懷演唱會
- 1995年：一個世紀的婚禮
- 1995年：公益金百萬行二十五週年之名人群星競技大賽
- 1995年：共建香港好明天
- 1996年：非常勁秋鄭少秋
- 1996年：將軍澳有樓有FUN奪萬金
- 1996年：超級無敵獎門人 第十五集
- 1996年：奧運群星智激鬥 第三集
- 1998年：運財大贏家
- 1999年：慈善星輝仁濟夜
- 1999年：新華旅遊反斗俱樂部 韓國
- 1999年：非常勁秋荃情夜
- 1999年：東華愛心慶歡騰
- 2000年：智尊打吡賽
- 2000年：公益開心百萬SHOW 第三集
- 2000年：無限愛心獻再生
- 2001年：名人蒲點食名菜
- 2002年：智在必得 第六十九集
- 2003年：2003年度國際華裔小姐競選
- 2003年：羊羊得意慶新春
- 2003年：都市閒情
- 2003年：心連心-全城抗炎大行動
- 2003年： 星光燦爛仁愛堂之明荃明曲獻愛心
- 2005年：香港直播 二月一日
- 2005年：金雞醒神賀新歲
- 2005年：百法百眾第二輯 第二集
- 2005年：2005年度香港小姐競選決賽 最上鏡小姐評判
- 2006年：靈犬獻瑞賀新禧
- 2006年：名曲滿天星第二輯 第十六集
- 2006年：殘酷一叮第二輯 第七集嘉賓評判
- 2006年：15/16 第三至四集
- 2006年：美女廚房 (第一輯) 第十四集嘉賓評判
- 2006年：2006年度香港小姐競選準決賽
- 2006年：一擲千金(台慶至尊版)
- 2007年：2007年度國際中華小姐競選 大會評判
- 2007年：殘酷一叮第三輯 第三集嘉賓評判
- 2007年：光影流情
- 2008年：志雲飯局 第七十七集
- 2008年：娛樂直播
- 2009年：美女廚房 (第二輯) 第三集嘉賓評判
- 2009年：係咪小兒科第一輯 第二集
- 2009年：8.8水災關愛行動
- 2012年：May姐有請第一輯 第十九集
- 2012年：五覺大戰 第一集
- 2013年：TVB新春黃金慶典
- 2013年：超級無敵獎門人 終極篇 第五集
- 2013年：玩嘢王 第四集
- 2014年：Sunday扮嘢王 第七集評判
- 2015年：2015年度國際中華小姐競選 大會評判
- 2015年：街坊廚神舌戰新台韓(新加坡) 第一至六集
- 2015年：今晚睇李 第十一集
- 2016年：我愛香港 第十四集
- 2017年：我愛EYT 第四集
- 2018年：新春辦年貨 第六集
- 2018年：恩雨之聲-耶穌！你好嘢！（無線電視明珠台）（普/粤）
- 2018年：TVB 50+1再出發節目巡禮2019
- 2020年：流行經典50年
- 2022年：開心無敵獎門人 第五集

## 無線月曆
- 2000年 - 8月 - 蔡少芬
- 2001年 - 9月 - 張燊悅
- 2002年 - 7月 - 佘詩曼
- 2003年 - 7月 - 宣萱、王喜
- 2004年 - 1月 - 蔡少芬
- 2005年 - 3月 - 宣萱
- 2006年 - 1/2月 - 林保怡、歐陽震華、鄭少秋、林文龍、陳錦鴻
- 2007年 - 5月 - 吳美珩、馬浚偉
- 2008年 - 11月 - 鄭嘉穎、宋芝齡、朱慧敏、丘凱敏、李亞男、佘詩曼、宣萱
- 2009年 - 3月 - 苗僑偉、佘詩曼、郭羡妮
- 2013年 - 2月 - 苗僑偉、謝天華、楊怡、陳法拉
- 2014年 - 5月 - 余诗曼、郑嘉颖、黄智贤、陈智燊
- 2016年 - 10月 - 杨怡 、敖嘉年、朱晨丽
- 2017年 - 6月 - 王祖蓝、蔡少芬、郑欣宜、林欣彤、胡楓、罗兰、蒋志光、林盛斌、张继聪

## 音樂作品

### 唱片
| 專輯 # | 專輯名稱               | 發行日期 | 曲目 |
| ------ | ---------------------- | -------- | --- |
| 1      | 《一分一刻一點也願試》 | 1995年   | 曲目 1. 一分一刻一點也願試 2. 難以啟齒 3. 愛你不等於佔有 4. 熱戀真理 5. 想說的未說一句 6. 錯在眷戀 7. 安歌 8. 最後的愛 9. 愛你不等於佔有（中東Mix） 10. 感謝你 |

### 歌曲
| 歌曲         | 劇名                                                       |
| 心火         | （台灣電視劇《天地傳說之寶蓮燈》插曲）                     |
| 插曲         | （電視劇《天降財神》插曲）                                 |
| 會很美       | （電視劇《美麗在望》主題曲，與容祖兒合唱）                 |
| 十萬個為甚麼 | （電視劇《阿旺新傳》主題曲，與宣萱合唱）                   |
| 軟糖         | （電視劇《阿旺新傳》插曲，與宣萱合唱）                     |
| 假面騎士555  | (日本特攝作品《幪面超人555》無綫翡翠台粵語配音版主題曲)    |
| 花樣奇案     | （電視劇《古靈精探》主題曲）                               |
| 掩飾         | （電視劇《ID精英》主題曲，與鄧健泓合唱）                   |
| 追根究柢     | （電視劇《古靈精探B》主題曲）                              |
| 半生熟男     | （電視劇《熟男有惑》主題曲，與曹永廉、李思捷、單立文合唱） |

## 曾獲獎項

### 萬千星輝賀台慶
| 年份   | 獎項                                     | 劇名     | 角色           | 結果 |
| 2003年 | 本年度我最喜愛的男主角                   | 戇夫成龍 | 李繼忠／丁常旺 | 獲獎 |
| 2003年 | 本年度我最喜愛的拍檔（戲劇組）（與宣萱） | 戇夫成龍 | 李繼忠／丁常旺 | 獲獎 |
| 2003年 | 本年度我最喜愛的電視角色                 | 戇夫成龍 | 李繼忠／丁常旺 | 獲獎 |
| 2004年 | 隔世追兇                                 | 何天光   | 獲獎           |      |

### 萬千星輝頒獎典禮
| 年份   | 獎項       | 劇名     | 角色   | 結果 |
| 2005年 | 最佳男主角 | 阿旺新傳 | 丁常旺 | 獲獎 |
| 2014年 | 最佳男主角 | 忠奸人   | 高哲行 | 獲獎 |

### Astro華麗台電視劇大獎
| 年份   | 獎項           | 劇名     | 角色           | 結果 |
| 2004年 | 我的至爱男主角 | 戇夫成龍 | 李繼忠／丁常旺 | 獲獎 |
| 2004年 | 我的至爱角色   | 戇夫成龍 | 李繼忠／丁常旺 | 獲獎 |
| 2005年 | 我的至爱角色   | 隔世追兇 | 何天光         | 獲獎 |
| 2006年 | 我的至爱角色   | 同撈同煲 | 鄧偉祥         | 獲獎 |
| 2007年 | 我的至爱男主角 | 阿旺新傳 | 丁常旺         | 獲獎 |
| 2007年 | 我的至爱角色   | 阿旺新傳 | 丁常旺         | 獲獎 |
| 2009年 | 我的至爱角色   | 古靈精探 | 子朗           | 獲獎 |

### MY AOD我的最愛頒獎典禮
| 年份   | 獎項                   | 劇名     | 角色   | 結果 |
| 2012年 | 我的最愛十五大電視角色 | 東西宮略 | 齊宣王 | 獲獎 |

### TVB 馬來西亞星光薈萃頒獎典禮
| 年份   | 獎項                        | 劇名   | 角色   | 結果 |
| 2014年 | 最喜爱TVB男主角             | 忠奸人 | 高哲行 | 獲獎 |
| 2014年 | 最喜爱TVB电视角色（十五位） | 忠奸人 | 高哲行 | 獲獎 |

### 星和無線電視大獎
| 年份   | 獎項                          | 劇名     | 角色   | 結果 |
| 2010年 | 我最難忘TVB電視男角色         | 戇夫成龍 | 丁常旺 | 獲獎 |
| 2010年 | 我最愛TVB電視男角色           | 古靈精探 | 子朗   | 獲獎 |
| 2014年 | 我最愛TVB電視男角色           | 忠奸人   | 高哲行 | 獲獎 |
| 2014年 | 我最愛TVB熒幕情侶（與田蕊妮） | 忠奸人   | 高哲行 | 獲獎 |

### 其他獎項
| 年份   | 頒獎典禮               | 獎項                 | 劇名     | 結果 |
| 1991年 | 壹電視大獎             | 十大男藝人           | 不適用   | 獲獎 |
| 2000年 | 壹電視大獎             | 十大電視藝人：第八位 | 不適用   | 獲獎 |
| 2003年 | 壹電視大獎             | 十大電視藝人：第三位 | 不適用   | 獲獎 |
| 2003年 | 明報周刊演藝動力大獎   | 最突出電視男藝員     | 戇夫成龍 | 獲獎 |
| 2005年 | 新城勁爆電視大獎頒獎禮 | 新城勁爆電視演員     | 不適用   | 獲獎 |
| 2005年 | 新城勁爆電視大獎頒獎禮 | 新城勁爆男主角       | 阿旺新傳 | 獲獎 |
| 2006年 | 明報周刊演藝動力大獎   | 最突出電視男藝員     | 阿旺新傳 | 獲獎 |
| 2006年 | 壹電視大獎             | 十大電視藝人：第四位 | 不適用   | 獲獎 |
| 2007年 | 壹電視大獎             | 十大電視藝人：第七位 | 不適用   | 獲獎 |